# Konsole
Konsole é um emulador de terminais livre do ambiente de trabalho KDE. É um programa completamente reescrito, ao contrário de outros emuladores de terminais que derivam de emuladores simplistas como xterm e rxvt.
Está altamente integrado com o ambiente e suporta múltiplas sessões com separadores, operações de edição (copiar e colar, arrastar texto, etc.), marcadores, impressão, etc. As aplicações do KDE Konqueror, Kate e KDevelop usam o Konsole como uma KPart para incluir facilmente a sua funcionalidade de terminal.
O Konsole foi iniciado por Lars Doelle, e é mantido por Waldo Bastian.
As aplicações do KDE, incluindo o Dolphin, Kate, KDevelop, Kile, Konversation, Konqueror e Krusader, usam o Konsole para fornecer funcionalidades de terminal integradas através de KParts.

## Galerias

Uma janela do Konsole com divisão de janelas
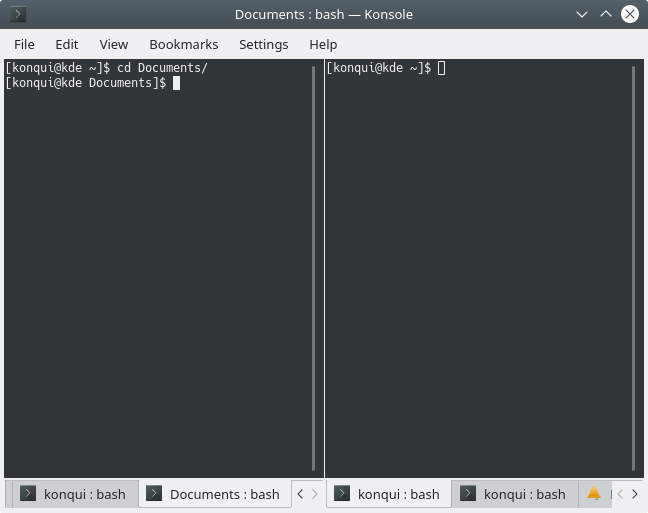
Uma janela do Konsole com divisão de janelas, como mencionado em dot.kde.org (2007)

Modos de vista dividida da consola
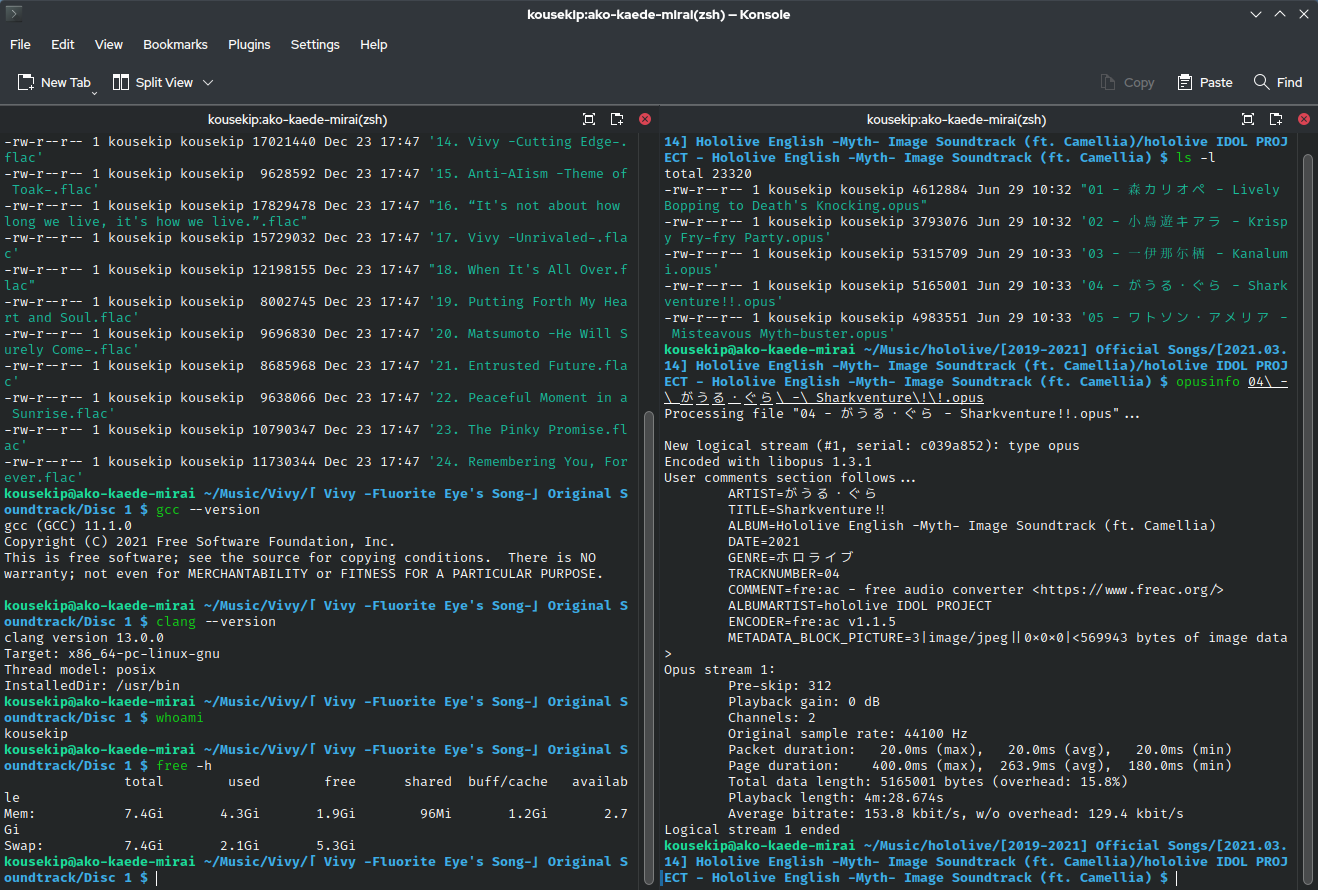
De esquerda para a direita
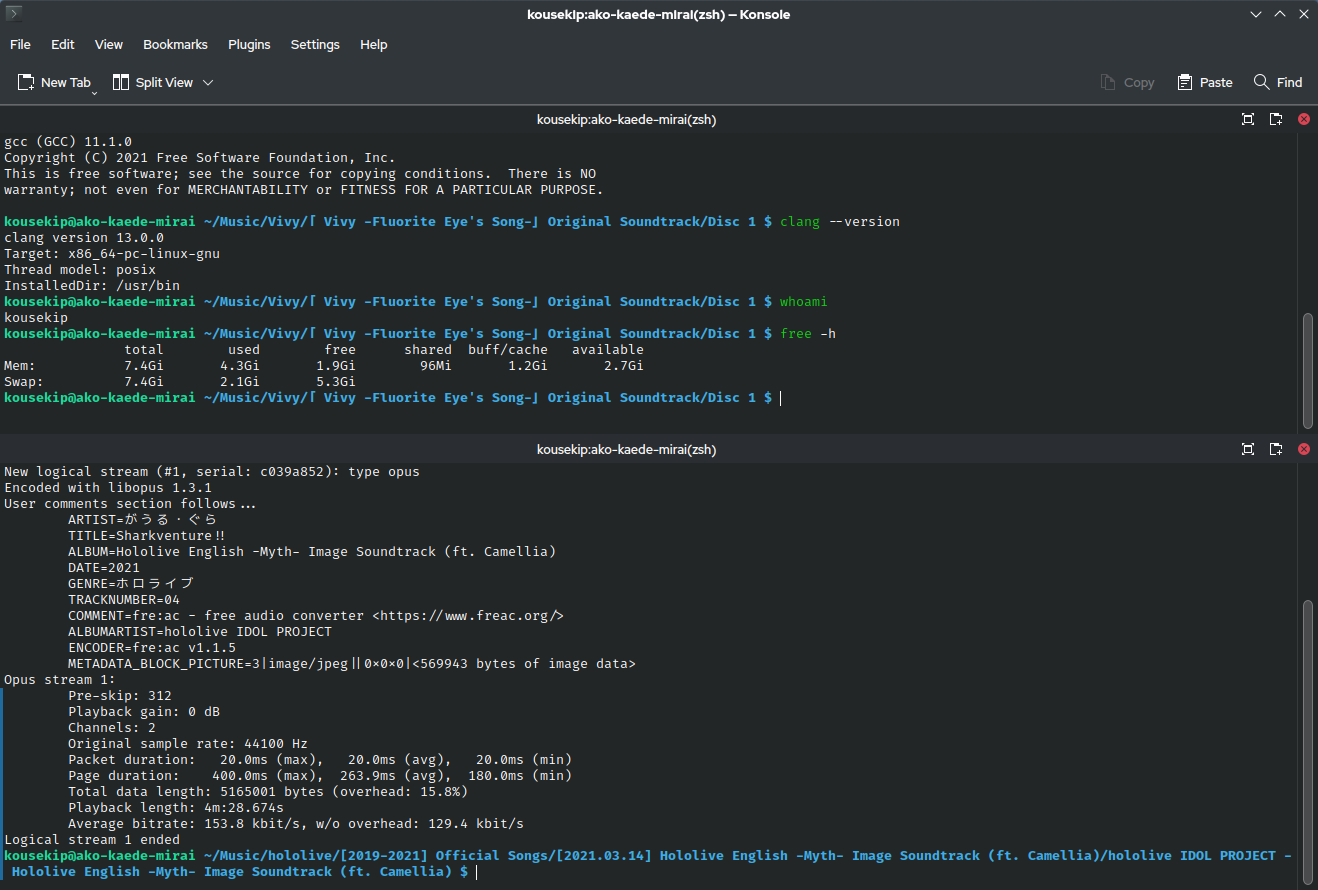
De cima para baixo